# Туфанов, Александр Васильевич
Александр Васильевич Туфанов (19 ноября (1 декабря) 1877, Санкт-Петербург, Российская империя — 15 марта 1943, Галич, Костромская область, СССР) — русский поэт, переводчик, теоретик искусства.

## Биография и творчество
Родился в Петербурге, детство провел в Воронежской губернии, в 1897 вернулся в Петербург, закончил там Учительский институт. Неоднократно подвергался политической ссылке. Печатался с 1915, начинал как поэт-традиционалист. Его первый сборник «Эолова арфа» (1917) ориентирован на поэтику символизма, отмечен изощрённой формой. В 1917 секретарь редакции журнала «Вольный плуг». Редактор журнала Лев Гумилевский вспоминал:
Человек удивительного добродушия и неисчерпаемого оптимизма, невысокого роста, горбун, он ходил в тяжёлых сапогах, с палкой, прихрамывая. Длинные, по традиции поэтов, волосы, прямые и гладкие, свисали ему на лоб. Он постоянно откидывал их за ухо. При каждом движении, даже при одном повышении голоса они падали на глаза.
Годы революции и гражданской войны провёл на Севере, печатался в изданиях разной политической ориентации. С 1922 в Петрограде, работал корректором (имел репутацию одного из лучших в городе). Перевел несколько рассказов Уэллса — Паучья долина и др. (в кн.: Уэллс Г. Армагеддон. Рассказы. — Л: Мысль, 1924, переводы переиздаются до настоящего времени). Проповедовал заумь, основанную на фонетических ассоциациях со словами разных языков. Среди заумных опытов Туфанова есть эксперименты с квантитативной метрикой. Основал «Орден заумников DSO» (1925), куда некоторое время входили будущие обэриуты Даниил Хармс и Александр Введенский.
В 1931 арестован вместе с обэриутами и другими сотрудниками Детгиза, во время следствия признал некоторые свои стихи (поэму «Ушкуйники» 1927 г.) зашифрованным призывом против Советской власти, приговорён к 3-летнему заключению в концлагере, отбывал срок в лагере в Темникове, затем жил в Орле. С 1934 переводил Шекспира (Кориолан, Гамлет). С 1936 — в Новгороде, работал лаборантом кафедры педагогики в учительском институте, поступил заочно в аспирантуру ЛГУ, однако защита кандидатской диссертации по древнерусской литературе, намеченная на конец 1940 г., не состоялась.
Войну встретил в Новгороде. 30 июля 1941 бежал от бомбежек, добрался до Чебоксар. В конце сентября 1941 получил разрешение переехать в Галич. Последнее письмо от него жена получила 29 декабря 1942 года. Согласно справке, выданной отделом ЗАГС города Галича, смерть А. В. Туфанова наступила 15 марта 1943 года от истощения.
18 января 1989 года реабилитирован Президиумом Ленгорсуда.

## Избранные публикации
- К зауми: Фоническая музыка и функции согласных фонем. Пг., 1924
- Ушкуйники. Л., 1927.
- Ушкуйники / Сост. Ж.-Ф. Жаккар и Т. Никольская. Berkeley, 1991 (Berkeley Slavic Specialities. Modern Russian Literature a. Culture. Studies and Texts. Vol. 27.)
- Письма ссыльного литератора: Переписка А. В. и М. В. Туфановых 1921—1942 / Сост., вступ. статья, подгот. текста и коммент. Т. М. Двинятиной и А. В. Крусанова. — М.: Новое литературное обозрение, 2013. — 904 с., ил. — (Переписка). 1000 экз., ISBN 978-5-4448-0115-4